# Kamasi Washington
Kamasi Washington (Los Angeles, 18 febbraio 1981) è un sassofonista, compositore e arrangiatore statunitense.
Ha esordito con una partecipazione nell'album To Pimp a Butterfly del rapper Kendrick Lamar, per poi pubblicare, nel 2015, il suo acclamato e premiato disco triplo The Epic.

## Biografia
Figlio di musicisti, Washington è nato a Los Angeles ed è cresciuto ad Inglewood, California. Torna nella sua città natale per gli studi e lì perfeziona la sua tecnica sassofonistica. Forma anche un gruppo musicale con Kenny Burrell, Billy Higgins e il trombettista Gerald Wilson. Washington realizza l'album Young Jazz Giants nel 2004. La sua fama inizia a crescere e comincia a collaborare con artisti come Wayne Shorter, Herbie Hancock, Horace Tapscott, Gerald Wilson, Lauryn Hill, Nas, Snoop Dogg, George Duke, Chaka Khan, Flying Lotus, Thundercat, Francisco Aguabella, the Pan Afrikaan People's Orchestra e Raphael Saadiq.
A cavallo tra il 2015 e il 2016, per Washington arriverà una fulminea consacrazione. 
Dopo i primi tre album autoprodotti, incide The Epic, un triplo album (quasi 3 ore di musica): il disco riceve numerose lodi dalla critica per le sue contaminazioni funky e gli stilemi fusion.
Nel 2016, vince tre riconoscimenti della rivista musicale DownBeat per il Miglior album, Miglior artista jazz emergente e Miglior sassofonista emergente.

## Discografia
Album in studio
- 2005 – Live at 5th Street Dick's
- 2007 – The Proclamation
- 2008 – Light of the World
- 2015 – The Epic
- 2017 - Harmony of Difference (EP)
- 2018 – Heaven and Earth
- 2020 - Becoming (OST)
- 2024 – Fearless Movement